# Venustemplet
Venustemplet (originaltitel The Temple of Venus) er en amerikansk stumfilm fra 1923 af Henry Otto.

## Medvirkende
- William Walling som Dennis Dean
- Mary Philbin som Moira
- Mickey McBan som Mickey
- Alice Day som Peggy
- David Butler som Nat Harper
- William Boyd som Stanley Dale
- Phyllis Haver som Constance Lane
- Léon Bary som Phil Greyson